# Horst Stumpff
Horst Stumpff (20. listopadu 1887, Gießen – 25. listopadu 1958, Hamburk) byl německý generál tankových vojsk Wehrmachtu během druhé světové války.

## Životopis
V roce 1907 se nastoupil jako kadet k pěšímu pluku pruské armády. V roce 1913 se stal poručíkem. Během 1. světové války získal  Železný kříž a po skončení války byl přijat do Reichswehru. V roce 1935 se stal velitelem nově vzniklého 3. střeleckého pluku 3. tankové divize. V roce 1938 se stal velitelem tanková brigády a na začátku druhé světové války velel 3. tankové divizi. V listopadu 1940 se stal velitelem nově vzniklé 20. takové divize a byl povýšen na generálporučíka. Po přepadení Sovětského svazu se s divizí zapojil do bitvy u Białystoku a Minsku a bitvy u Smolenska. V důsledku podmínek na východní frontě se jeho zdravotní stav zhoršil a musel rezignovat na velení. Následně byl  během převelen do záložní armády. V roce 1942 se stal inspektorem v Královci. V roce 1944 byl povýšen na generála tankových vojsk a byl pověřen jejich inspekcí. Na konci války byl zajat Američany.